# 安娜·安韦高
安娜·安韦高（瑞典語：Anna Anvegård，1997年5月10日—），瑞典女子足球运动员。她曾代表瑞典参加2020年夏季奥林匹克运动会足球比赛，获得一枚银牌。她也曾随瑞典国家队参加2019年国际足联女子世界杯。